# Дыманская экспедиция
Дыманская экспедиция (азерб. Deman ekspedisiyası) — российская военная экспедиция, отправленная в 1908 году в пределы Персии для предотвращения выступлений племени шахсевен на российские пограничные посты и селения.
Тюрко-«татарское» племя шахсевен жило в пограничном с Ленкоранским уездом Бакинской губернии северо-восточном углу персидской провинции Адербейджан. После присоединения значительной части Муганской степи по Туркманчайскому договору к России, шахсевенам было предоставлено право перекочёвывать зимой в российские пределы. Но постоянные пограничные неурядицы и грабеж вынудили российское правительство в 1884 году запретить эти перекочёвки. Грабежи шахсевен в российской пограничной полосе не прекращались и особенно усилились с 1905 года, ввиду начавшегося революционного движения в Персии; при этом один из наиболее могущественных вождей шахсевенских племён, Мамед-Кули-хан Аларский, захватил участок российской территории возле Дыманского поста пограничной стражи и построил там селение Тазе-кала. Кроме того, люди хана Аларского постоянно совершали набеги на русские селения Першамбельского общества, угоняли скот и даже решались на открытые нападения на посты пограничной стражи.
30 марта 1908 года, во время происшедшего у Белясуварской таможни столкновения между постом и шахсевенами хана Аларского, был убит ротмистр Двоеглазов и 3 нижних чина и ранено 4 нижних чина. Ввиду полного бессилия персидской администрации прекратить атаки, наказать виновников и заставить Мамед-Кули хан Аларского очистить захваченную российскую территорию, 10 апреля 1908 года из Тифлиса был командирован карательный отряд в составе 2 стрелковых батальонов, взвода горной артиллерии и 1 сотни казаков, под началом генерал-майора Снарского. По прибытии отряда к Дыманскому посту жители посёлка Тазе-кала удалились в Персию. Селение было разрушено; уничтожены 4 пограничных селения на персидской территории, жители которых принимали участие в событиях на российской территории. Шахсевенам были предъявлены требования о наказании убийц чинов пограничной стражи, об уплате денежного вознаграждения за военную экспедицию и в пользу семейств убитых стражников, о возврате российским подданным угнанного скота и прочего.
1 июня 1908 года отряд Снарского был отозван из пределов Персии, ввиду исполнения к назначенному сроку части предъявленных требований и данных Мамед-Кули-ханом и другими обязательств выполнить другие требования и прекратить набеги в российские пределы.